# یواس‌ای ریور

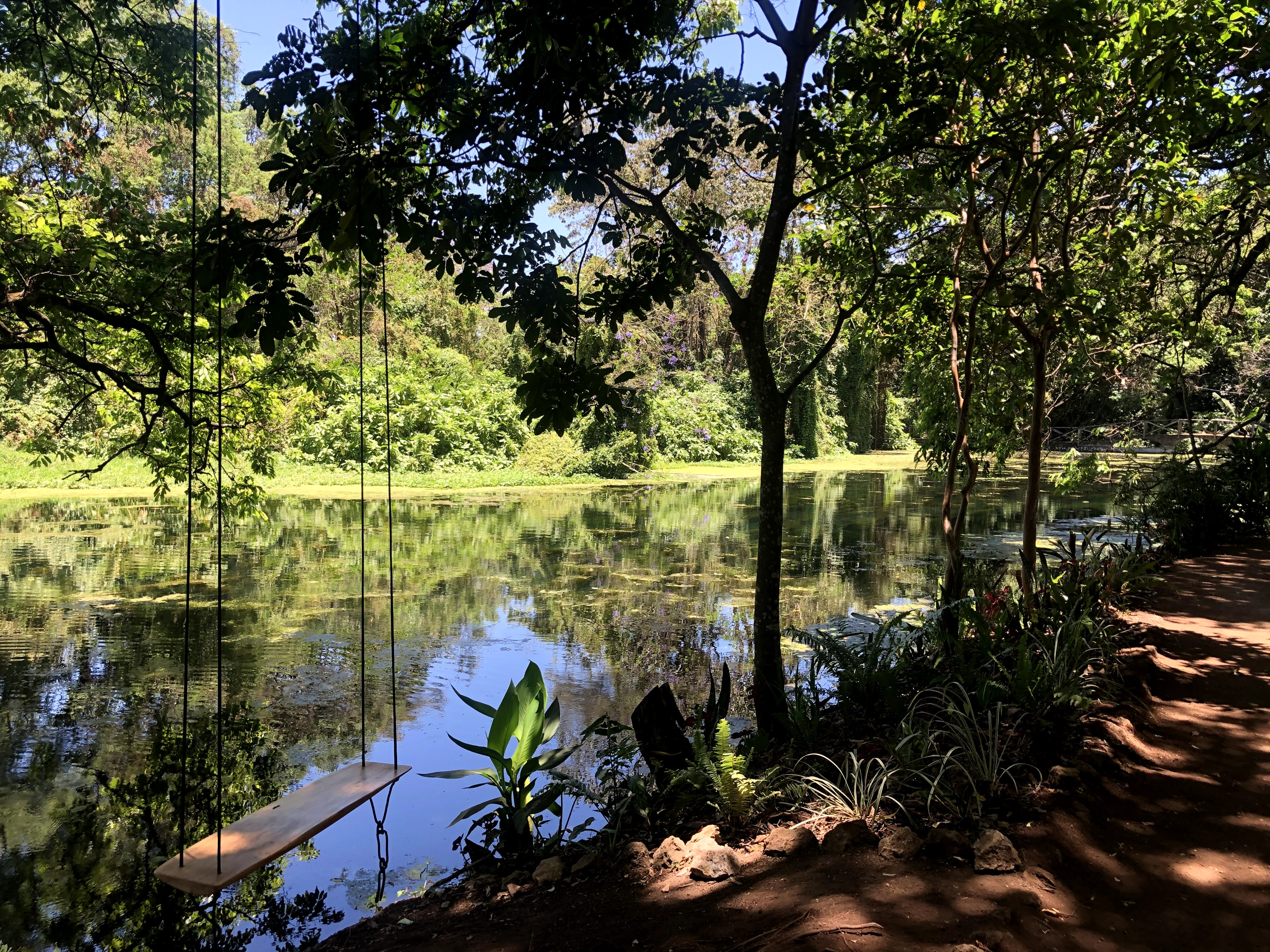
نمایی از شهر کوچک یواس‌ای ریور، شرق شهر آروشا، تانزانیا - ۲۰۲۰

یواس‌ای ریور یک شهر کوچک در حوالی کیلومتر ۲۳ و در شرق شهر آروشا در کشور تانزانیا می‌باشد.